# Municipio Tula de Allende
Koordinaten: 20° 3′ N, 99° 21′ W
Tula de Allende ist ein Municipio im mexikanischen Bundesstaat Hidalgo. Der Sitz der Gemeinde ist das gleichnamige Tula de Allende. Die Gemeinde hatte im Jahr 2010 103.919 Einwohner, ihre Fläche beträgt 337,1 km².

## Geographie

### Lage
Das Municipio Tula de Allende liegt im Südwesten des Bundesstaates Hidalgo, etwa 70 km nördlich von Mexiko-Stadt.
Das Municipio grenzt im Norden an die Municipios Chapantongo, Tepetitlán und Tezontepec de Aldama, im Osten an Tlaxcoapan, Atitalaquia und Atotonilco de Tula und im Süden an Tepejí de Ocampo. Im Westen grenzt das Municipio an den Bundesstaat México.

### Städte
Größter Ort des Municipios ist sein gleichnamiger Hauptort, zwei weitere Orte haben über 10.000 Einwohner. Insgesamt liegen über 70 Ortschaften im Gebiet des Municipio Tula de Allende.
| Städte          | Einwohner |
| Tula de Allende | 028.577   |
| El Llano        | 014.559   |
| San Marcos      | 012.779   |
| Gemeinde        | 103.919   |

Ebenfalls im Municipio Tula de Allende befindet sich die archäologische Stätte Tula.